# Lijst van burgemeesters van Broek in Waterland
Dit is een lijst van burgemeesters van de voormalige Nederlandse gemeente Broek in Waterland tot die gemeente in 1991 opging in de gemeente Waterland.
| Ambtsperiode | Naam burgemeester                     | Leven     | Partij of stroming | Bijzonderheden                                                                     |
| ------------ | ------------------------------------- | --------- | ------------------ | ---------------------------------------------------------------------------------- |
| 1811 - 1819  | Harmen Bakker                         | 1754-1821 |                    | maire/schout                                                                       |
| 1819 - 1849  | Cornelis Koker                        | 1796-1849 |                    | schout/burgemeester                                                                |
| 1849 - 1857  | Reijndert Bakker                      | 1813-1857 |                    |                                                                                    |
| 1857 - 1866  | Baltus Koker                          | 1799-1866 |                    |                                                                                    |
| 1866 - 1867  | Cornelis Koker Baltuszoon             | 1828-1885 |                    |                                                                                    |
| 1867 - 1872  | Jhr. Willem Fredrick Alewijn          | 1832-1888 |                    |                                                                                    |
| 1872 - 1891  | Jacob Rems                            | 1834-1892 |                    |                                                                                    |
| 1891 - 1909  | Johannes Elbertus Theodorus Wijnveldt | 1838-1911 |                    | eerder burgemeester van Ransdorp                                                   |
| 1909 - 1910  | Johannes (J.) Ort                     | 1856-1910 |                    |                                                                                    |
| 1910 - 1916  | Cornelis Eduard van Weel              | 1881-1930 |                    |                                                                                    |
| 1916 - 1923  | Willem (W.) de Geus                   | 1882-1932 |                    | later burgemeester van Beemster                                                    |
| 1923 - 1946  | Piet (P.J.) Peereboom                 | 1896-1983 |                    | zoon van burgemeester van Wieringen                                                |
| 1947 - 1957  | Petrus Philippus Paul                 | 1892-1960 |                    |                                                                                    |
| 1957 - 1977  | Han (H.G.M.) te Boekhorst             | 1925-2010 | PvdA               |                                                                                    |
| 1978 - 1991  | Jan (J.) Koppenaal                    | *1942     | VVD                | tevens burgemeester van Wijdewormer (1983–1991), later burgemeester van Wormerland |